# 稲川淳二の真実のホラー
稲川淳二の真実のホラー（いながわじゅんじのしんじつの_）は、2003年6月26日に公開されたホラー映画。4作品ある。
製作は角川書店。

## 誰かが見ている

### 出演
- 眞鍋かをり
- 風見章子
- 稲川淳二（ストーリーテラー）

### スタッフ
- 監督：平方宏明
- 脚本：谷村典子
- 制作プロデューサー：岡崎道徳、高橋俊也
- プロデューサー：原田学、岡島久宜

## 湖面の魂

### 出演
- 山崎裕子
- 上地雄輔
- 諏訪太郎
- 稲川淳二（ストーリーテラー）

### スタッフ
- 監督：山川直人
- 脚本：樫原辰郎
- 制作プロデューサー：岡崎道徳、高橋俊也
- プロデューサー：原田学、岡島久宜

## 傷心旅行

### 出演
- 後藤理沙
- 中島ちあき
- 稲川淳二（ストーリーテラー）

### スタッフ
- 監督：池添博
- 脚本：石橋里映
- 原案：岡嶋寛人
- 制作プロデューサー：岡崎道徳、高橋俊也
- プロデューサー：原田学、岡島久宜

## 霊安室

### 出演
- 杉崎ひろや
- 久野真紀子
- 稲川淳二（ストーリーテラー）

### スタッフ
- 監督：富岡忠文
- 脚本：渡辺一朗
- 制作プロデューサー：岡崎道徳、高橋俊也
- プロデューサー：原田学、岡島久宜